# Coenostolopsis apicalis
Coenostolopsis apicalis is een vlinder uit de familie van de grasmotten (Crambidae). De wetenschappelijke naam van deze soort is voor het eerst voorgesteld als Coenostola apicalis door Julius Lederer in een publicatie uit 1863.
De soort komt voor in Cuba, Belize, Nicaragua, Costa Rica, Panama en Brazilië.